# Пілюгін Ігор Валентинович
Ігор Валентинович Пілюгін (нар. 16 лютого 1963) — радянський футболіст, що грав на позиції захисника. По завершенні ігрової кар'єри — узбецький футбольний тренер. Відомий насамперед виступами за ташкентський «Пахтакор» у вищій лізі чемпіонату СРСР.

## Біографія
Ігор Пілюгін розпочав виступи на футбольних полях у 1980 році в команді другої ліги СРСР «Бухара» з однойменного міста. У 1981—1983 роках футболіст грав за іншу команду другої ліги «Заравшан» з міста Навої. У 1983 році Пілюгін отримав запрошення до команди вищої ліги «Пахтакор» з Ташкента, спочатку грав за дублюючий склад команди, а в чемпіонаті 1984 року зіграв 2 поєдинки у вищій лізі СРСР. Щоправда за підсумками цього сезону «Пахтакор» вибув з вищої ліги, а Пілюгін повернувся до «Заравшана», в якому провів сезон 1985 року.
У 1986 році Ігор Пілюгін став гравцем команди другої ліги «Таврія» з Сімферополя. Протягом сезону Пілюгін зіграв лише 14 матчів у складі команди, а «Таврія» не зуміла виконати завдання на сезон — повернення до першої ліги, тож футболіст вирішив повернутися до Узбекистану. У 1987—1988 роках Пілюгін грав у складі команди другої ліги «Сохібкор».
У 1989 році Ігор Пілюгін грав у складі аматорської команди «Нуравшон» з Бухари. Наступного року футболіст завершив виступи на футбольних полях, та очолив клуб другої ліги «Бухара», в якому починав свою футбольну кар'єру, очолював команду до кінця сезону 1991 року. Вдруге очолив бухарський клуб Пілюгін на початку 1997 року, очолював клуб до липня 1997 року.